# Hemelytroblatta arenarum
Hemelytroblatta arenarum är en kackerlacksart som först beskrevs av Lucien Chopard 1929.  Hemelytroblatta arenarum ingår i släktet Hemelytroblatta och familjen Polyphagidae.
Artens utbredningsområde är Algeriet. Inga underarter finns listade i Catalogue of Life.